# ألفونسو سانشيز
ألفونسو سانشيز (27 يوليو 1974 أندورا لا فيلا أندورا - ) هو لاعب كرة قدم أندوري، يلعب كحارس مرمى.

## مسيرته

### مسيرته مع المنتخبات الوطنية
- 1996 - 2004 لعب مع منتخب أندورا لكرة القدم 6 مباريات.

## روابط خارجية
- ألفونسو سانشيز على موقع الاتحاد الدولي (مؤرشف)  (الإنجليزية)
- ألفونسو سانشيز على موقع قاعدة بيانات كرة القدم.إي يو (الإنجليزية)
- ألفونسو سانشيز على موقع ناشيونال فوتبول تيمز (الإنجليزية)
- ألفونسو سانشيز على موقع Soccerway.com (الإنجليزية)
- ألفونسو سانشيز على موقع عالم كرة القدم.نت (الإنجليزية)